# David Trapp
David Trapp (Honduras Británica, (hoy Belice), 5 de agosto de 1981) es un futbolista beliceño que juega como centrocampista en el Belmopan Bandits de la Liga Premier de Belice.

## Biografía
En 2003 el Belmopan Bandits le hizo debutar como futbolista, donde jugó por un año, yéndose en 2004 al Kulture Yabra FC. Tras jugar en el Santel's, Revolutionary Conquerors y San Pedro Bull Sharks, firmó por el Belize Defence FC, con quien ganó el torneo apertura de la Liga Premier de Belice. Dos años después se fue traspasado al Belmopan Bandits, con el que ha ganado dos veces el torneo apertura –2013 y 2014– y una vez el de clausura de la Liga Premier de Belice en 2014.

## Selección nacional
Debutó con la selección de fútbol de Belice el 6 de febrero de 2008 contra la selección de fútbol de San Cristóbal y Nieves en un partido de clasificación para la Copa Mundial de Fútbol de 2010.

## Clubes
| Club                     | País   | Año         |
| ------------------------ | ------ | ----------- |
| Belmopan Bandits         | Belice | 2003        |
| Kulture Yabra FC         | Belice | 2004 - 2005 |
| Santel's                 | Belice | 2006 - 2007 |
| Revolutionary Conquerors | Belice | 2007 - 2008 |
| San Pedro Bull Sharks    | Belice | 2009        |
| Belize Defence FC        | Belice | 2010 - 2012 |
| Belmopan Bandits         | Belice | 2012 -      |

## Palmarés

### Campeonatos nacionales
| Título                            | Club              | País   | Año  |
| --------------------------------- | ----------------- | ------ | ---- |
| Liga Premier de Belice (Apertura) | Belize Defence FC | Belice | 2011 |
| Liga Premier de Belice (Apertura) | Belmopan Bandits  | Belice | 2013 |
| Liga Premier de Belice (Apertura) | Belmopan Bandits  | Belice | 2014 |
| Liga Premier de Belice (Clausura) | Belmopan Bandits  | Belice | 2014 |